# اندری اولینیک (بازیکن فوتبال، متولد ۱۹۸۳)
اندری اولینیک (اوکراینی: Андрій Петрович Олійник؛ زادهٔ ۵ اوت ۱۹۸۳) بازیکن فوتبال اهل اوکراین است.
از باشگاه‌هایی که در آن بازی کرده‌است می‌توان به باشگاه فوتبال اسپارتاک ایوانو-فرانکیفسک اشاره کرد.